# 152e division d'infanterie Piceno
La 152e Division d'infanterie Piceno (en italien : 152ª Divisione fanteria "Piceno") était une division d'infanterie de l'armée italienne pendant la Seconde Guerre mondiale. La Division Piceno était une division d'infanterie formée en août 1941. Elle a également été utilisé pour la défense côtière. Elle a été démantelée par les Alliés après la capitulation italienne en septembre 1943.

## Ordre de bataille
- 235e régiment d'infanterie de Piceno
- 236e régiment d'infanterie de Piceno
- 336e régiment d'infanterie
- 152e régiment d'artillerie
- 113e section des carabiniers
- 114e section des carabiniers